# كارل فورمان
كارل فورمان (بالإنجليزية: Carl Foreman)‏ هو منتج أفلام وكاتب سيناريو ومخرج أمريكي، ولد في 23 يوليو 1914 في شيكاغو في الولايات المتحدة، وتوفي في 26 يونيو 1984 في لوس أنجلوس في الولايات المتحدة بسبب ورم الدماغ.

## وصلات خارجية
- كارل فورمان على موقع IMDb (الإنجليزية)
- كارل فورمان على موقع ألو سيني (الفرنسية)
- كارل فورمان على موقع أول موفي (الإنجليزية)
- كارل فورمان على موقع قاعدة بيانات الأفلام السويدية (السويدية)
- كارل فورمان على موقع قاعدة بيانات الفيلم (الإنجليزية)
- كارل فورمان على موقع كينوبويسك (الروسية)